# Cantone di Montsalvy
Il Cantone di Montsalvy era una divisione amministrativa dell'arrondissement di Aurillac.
A seguito della riforma approvata con decreto del 13 febbraio 2014, che ha avuto attuazione dopo le elezioni dipartimentali del 2015, è stato soppresso.

## Composizione
Comprendeva i comuni di
- Calvinet
- Cassaniouze
- Junhac
- Labesserette
- Lacapelle-del-Fraisse
- Ladinhac
- Lafeuillade-en-Vézie
- Lapeyrugue
- Leucamp
- Montsalvy
- Sansac-Veinazès
- Sénezergues
- Vieillevie